# 江南市立宮田中学校
江南市立宮田中学校（こうなんしりつ みやだちゅうがっこう）は、愛知県江南市後飛保町にある公立中学校。地元では「宮中」（みやちゅう）と呼ばれている。

## 概要
校区は後飛保町、河野町、松竹町、宮田町、前飛保町（緑ヶ丘、藤町を除く)、東野町の一部（岩見）、藤ケ丘（江南団地）、宮田神明町、村久野町の一部（河戸、藤里、宮出、大門）であり、江南市立宮田小学校、江南市立藤里小学校の児童が進学する。

## 沿革
- 1947年（昭和22年）
  - 4月1日 - 葉栗郡宮田町に宮田町立宮田中学校として開校。校舎未完成のため、1年は宮田町立宮田小学校、2・3年は宮田町役場を仮校舎とする。
  - 4月18日 - 開校式を行う。
- 1948年（昭和23年）4月27日 - 現在地に旧・各務原陸軍飛行場飛行機設計製図兵舎の建物を移築し、校舎とする。
- 1952年（昭和27年）4月 - 北校舎が完成。
- 1954年（昭和29年）6月1日 - 丹羽郡古知野町、布袋町、及び葉栗郡宮田町・草井村が合併し、江南市が発足。同時に江南市立宮田中学校に改称する。
- 1969年（昭和44年） - 日本住宅公団により校区内に江南団地ができる。
- 1972年（昭和47年） - 本館（鉄筋コンクリート造3階建）が完成する。
- 1974年（昭和49年） - 体育館が完成する。
- 1976年（昭和51年） - 北館（鉄筋コンクリート造3階建）が完成する。
- 1981年（昭和56年） - 南館（鉄筋コンクリート造3階建）が完成する。
- 1985年（昭和60年） - 校舎を増築する。

## 交通アクセス
- 名鉄バス「江南団地」バス停より徒歩約10分。
- 名鉄犬山線江南駅から江南団地方面の各路線。
  - 70系統（江南団地A線）江南団地（古知野高校前経由）行。
  - 71系統（木曽川線）川島行。※1日1本のみ。
  - 76系統（江南団地D線）江南団地（アピタ江南西店（ヴィアモール前経由）行。
  - 77系統（江南団地E線）「江南厚生病院」（ヴィアモール（アピタ江南西店）前、江南団地経由）行。
- 名鉄名古屋本線・尾西線・JR東海尾張一宮駅より、名鉄一宮駅バスターミナルから40系統（江南団地C線）江南団地行。

※最寄りは名鉄バス木曽川線「河原町」バス停より徒歩約3分であるが、この路線（江南駅 - 川島）は、2019年現在1日1本しかない。

## 周辺施設
- 江南市立宮田小学校
- 江南市立藤里小学校
- 江南市立門弟山小学校
- 江南団地
- 蘇南公園
- 曼陀羅寺
- ヴィアモール江南（アピタ江南西店）
- 神明小網橋